# Manfred Brüning (Autor)
Manfred Brüning (* 29. November 1944 in Bad Salzuflen) ist ein deutscher Autor und Geistlicher.

## Leben
Aufgewachsen in Salzuflen als viertes Kind des Schneidermeisters Gustav Brüning und der Hausfrau Elfriede Brüning geborene Neusel, entschied sich Brüning nach einer abgeschlossenen Schlosserlehre zu einer Diakonenausbildung in den Von Bodelschwinghschen Anstalten Bethel in Bielefeld. Er arbeitete anschließend als Jugenddiakon in Bünde und Nordhorn. 1982 wechselte Brüning als Pastor der damaligen Evangelisch-reformierten Kirche in Nordwestdeutschland in die Emder Kirchengemeinde Larrelt. Nach 27 Dienstjahren wurde Brüning 2009 emeritiert.
Brüning ist seit 1970 verheiratet und Vater von vier erwachsenen Kindern. Er lebt jetzt in Apen.
Nachdem er über tausend Predigten geschrieben hatte, erschien 2012 sein erster Kriminalroman Gnadenlose Engel, dem 2013 mit Teuflische Stiche der zweite und 2015 mit Tödliche Mauern ein dritter folgten. Der 2018 erschienene Kriminalroman Die Tote im Hinterhaus ist der Auftakt einer neuen Reihe über alte Fälle des Protagonisten der ersten drei Romane, dem Oldenburger Kriminalkommissar Adi Konnert.

## Werk
- Gnadenlose Engel. Oldenburg-Krimi. Prolibris, Kassel 2012, ISBN 978-3-95475-005-4.
- Teuflische Stiche. Oldenburg-Krimi. Prolibris, Kassel 2013, ISBN 978-3-95475-075-7.
- Tödliche Mauern. Oldenburg-Krimi. Schardt, Oldenburg 2015, ISBN 978-3-89841-849-2.
- Oldenburger Morde: Die Tote im Hinterhaus. Schardt, Oldenburg 2018, ISBN 978-3-96152-190-6.
- Tödliche Mauern. Oldenburg-Krimi. Prolibris, Kassel 2021, Neuauflage, ISBN 978-3-95475-225-6.
- Gefährliche Stimmen. Oldenburg-Krimi. Prolibris, Kassel 2022, ISBN 978-3-95475-241-6.